# 8145 Valujki
A 8145 Valujki (ideiglenes jelöléssel 1983 RY4) a Naprendszer kisbolygóövében található aszteroida. Ljudmila Vasziljevna Zsuravljova fedezte fel 1983. szeptember 5-én.